# Новый шёлковый путь
Новый шёлковый путь (НШП, также Евразийский сухопутный мост) — концепция новой панъевразийской (в перспективе — межконтинентальной) транспортной системы, продвигаемой Китаем, в сотрудничестве со странами Центральной Азии и другими государствами, для перемещения грузов и пассажиров по суше из Китая в страны Европы.
Идея Нового шёлкового пути основывается на историческом примере древнего Великого шёлкового пути, действовавшего со II в. до н. э. и бывшего одним из важнейших торговых маршрутов в древности и в средние века. Новый «шёлковый путь» не только должен выстроить самые удобные и быстрые транзитные маршруты через центр Евразии, но и усилить экономическое развитие ряда регионов и стран-участниц.
В 2013 году Китай выдвинул глобальный проект «Пояс и путь», который призван образовать эффективные транспортные маршруты по всему миру. В рамках проекта происходит возрождение современного Шёлкового пути. В декабре 2014 года, для развития инфраструктурных проектов в странах вдоль Нового шёлкового пути и Морского Шёлкового пути, был создан инвестиционный Фонд Шёлкового пути.
Расширение Евразийского сухопутного моста включает в себя строительство железнодорожных путей от трансконтинентальных линий в Иран, Индию, Мьянму, Таиланд, Пакистан, Непал, Афганистан и Малайзию, в другие регионы Юго-Восточной Азии и Закавказья (Азербайджан, Грузия). Маршрут включает тоннель Мармарай под проливом Босфор, паромные переправы через Каспийское море (Азербайджан-Иран-Туркменистан-Казахстан) и коридор Север-Юг. Организация Объединённых Наций предложила дальнейшее расширение Евразийского сухопутного моста, в том числе проекта Трансазиатской железной дороги (фактически существует уже в 2-х вариантах).
Уже сейчас имеются различные транспортные маршрут соединяющие Евразию. Среди них трансконтинентальные железные и автомобильные дороги, такие как Транссибирская магистраль, проходящая через Россию, Евразийский континентальный мост (Транскаспийский транспортный маршрут), пролегающий через Центральную Азию, железнодорожный коридор, соединяющий Китай, Казахстан, Россию и Европу, и другие маршруты.
По самым скромным оценкам, НШП втянет в свою орбиту 4,4 миллиарда человек — более половины населения Земли.

## Предыстория
Идея Нового шёлкового пути основывается на историческом примере древнего Великого шёлкового пути, действовавшего со II в. до н. э. и бывшего одним из важнейших торговых маршрутов в древности и в средние века.

### Великий шёлковый путь в древности

Маршруты Великого шёлкового пути в I в. н. э

Регулярная караванная торговля между Китаем и Центральной Азией началась не позднее II века до н. э., когда Китай объединился в единую империю с единой внешней политикой. На севере построили первую Великую китайскую стену для отражения набегов кочевников, на юго-востоке развивалась морская торговля, а на западе в далёкие путешествия отправлялись китайские дипломаты и купцы. В обмен на дефицитные для Китая товары поставляли уникальные продукты из Китая: шёлк (который высоко ценился не только за красоту, но и за способность противостоять насекомым-паразитам, что был очень актуально для центральной Евразии), фарфор, чай, рис, ювелирные и иные изделия. Происходил и обмен технологиями между Востоком и Западом — именно так, по всей видимости, в Европу попали порох, бумага и другие технические достижения Китая.
Великий шёлковый путь шёл по нескольким маршрутам:
- Южная ветка — из Китая через пустыню Такла-Макан, южный Памир, Бактрию (Афганистан), Парфию (Иран), Индию и на Ближний Восток, откуда китайские товары через Средиземное море попадали в провинции Римской империи, а позднее — в Византию, арабские и западноевропейские страны.
- Северная ветка — из Китая через Турфанский оазис, между Алтаем и Тибетом, через Памир в Ферганскую долину, через казахские степи в Восточную Европу.

В эпоху Великих географических открытий XVI—XVII веков, основной объём торговли между Востоком и Западом стал проходить морским путём. Однако и сухопутные маршруты продолжили играть большую роль.

### Российско-китайская торговля

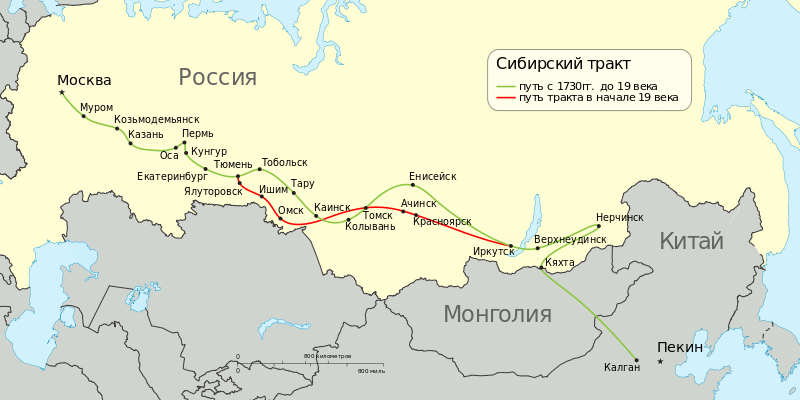
Карта Сибирского тракта между Москвой и Китаем через Кяхту, XVIII—XIX века

Российско-китайская торговля приобрела значительный оборот в эпоху Петра I — сперва шла через Нерчинск, а затем через специально основанный для таможенных целей пограничный город Кяхта. Из России в Китай направлялись сукно, мануфактурные товары, пушнина, юфть (выделанная кожа). Из Китая в Россию вывозили шёлк, фарфор, драгоценные камни, а главным образом — чай, ставший с тех пор национальным напитком не только китайцев, но и русских.
К 1740-м годам Сибирский тракт стал самой длинной гужевой дорогой в мире, предвосхитивший строительство Транссиба.

## Проект «Пояс и путь»
Председатель КНР Си Цзиньпин в сентябре 2013 года выдвинул концепцию «Нового шёлкового пути» под лозунгом «Пояс и путь». Эта глобальная стратегия, включающая проекты «Экономический пояс Шёлкового пути» и «Морской Шёлковый путь XXI века», предполагает создание обширной инфраструктурной сети по пути от западных границ Китая через страны Центральной Азии и Иран в Европу.
Реализация проекта строительства транспортной инфраструктуры (железных и автодорог, трубопроводов, портов) должна привести к существенному росту внутриевразийской торговли и к интенсификации экономического развития огромных внутренних территорий Евразии, а также и стран Южной и Юго-Восточной Азии, Ближнего Востока и Африки, куда должен будет дойти «Новый шёлковый путь» (хотя бы в его морской составляющей). Пока осуществляется политическая, информационная и организационная подготовка проекта.
Весной 2015 года для реализации проекта был создан инвестиционный фонд Silk Road Company, и было выделено 40 млрд долларов. В дальнейшем предполагается многократное увеличение этой суммы и участие в финансировании проекта исламских и европейских стран. Ранее, в октябре 2014 года, китайцами был создан Азиатский банк инфраструктурных инвестиций (АБИИ) — международный инвестиционный банк, который в СМИ называют конкурентом МВФ и Всемирного банка. К маю 2015 года в АБИИ уже состояли почти 60 стран — большинство стран Азии и все ключевые страны Европы.
Главное направление «Нового шёлкового пути» через Центральную Азию предполагается протяжённостью около 6500 км, из которых 4000 км пройдёт по китайской территории от Тихоокеанского побережья до Синьцзян-Уйгурского автономного района. Далее путь идёт через Казахстан, Узбекистан, Туркменистан, Иран, Ирак, Сирию и Турцию, а оттуда и в Европу — через Болгарию, Румынию и Чехию в Германию. Планируются также ответвления от главного пути также в сторону многих других окрестных стран.
Морской путь, как и сухопутный, пройдёт по древнему торговому маршруту: из Гуанчжоу в Китае вдоль берегов Вьетнама, Таиланда, Малайзии, Сингапура и Индонезии, мимо Индии в Красное море с ответвлениями в Персидский залив и в Африку, а через Суэцкий канал в Средиземноморье. В качестве отдельной точки входа в Европу до начала украинского кризиса китайцы планировали строительство глубоководного порта в западной части Крыма.
Кроме того, Россия и Китай обсуждают ещё и арктический маршрут: возможное включении проекта развития Северного морского пути (СМП) в стратегию «Нового шёлкового пути».

## Направления

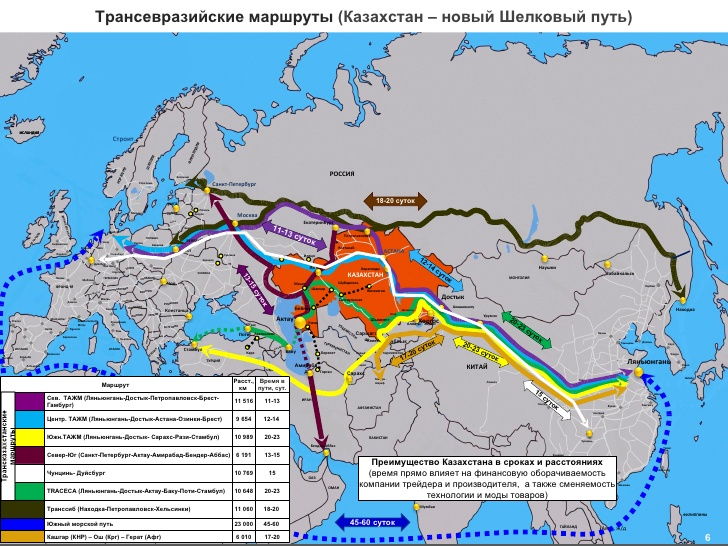
Трансъевразийские маршруты (новый Шёлковый путь)

Имеются различные транспортные маршрут соединяющие Евразию. Среди них трансконтинентальные железные и автомобильные дороги, такие как Транссибирская магистраль, проходящая через Россию, Евразийский континентальный мост (Транскаспийский транспортный маршрут), пролегающий через Центральную Азию, железнодорожный коридор, соединяющий Китай, Казахстан, Россию и Европу, и другие маршруты.
С 2008 года идёт развитие проект по возведению скоростной автомагистрали «Западная Европа — Западный Китай».

### Железнодорожный коридор
Прямой железнодорожный путь, соединяющий Китай, Казахстан, Россию и Европу. Путь стал возможен в 1992 году, когда был введён пограничный переход Достык — Алашанькоу, соединившего железные дороги Китая и Казахстана, и дополнившей Трансазиатскую железную дорогу.

Новый Шёлковый путь через Россию и Казахстан

### Через Грузию и Турцию

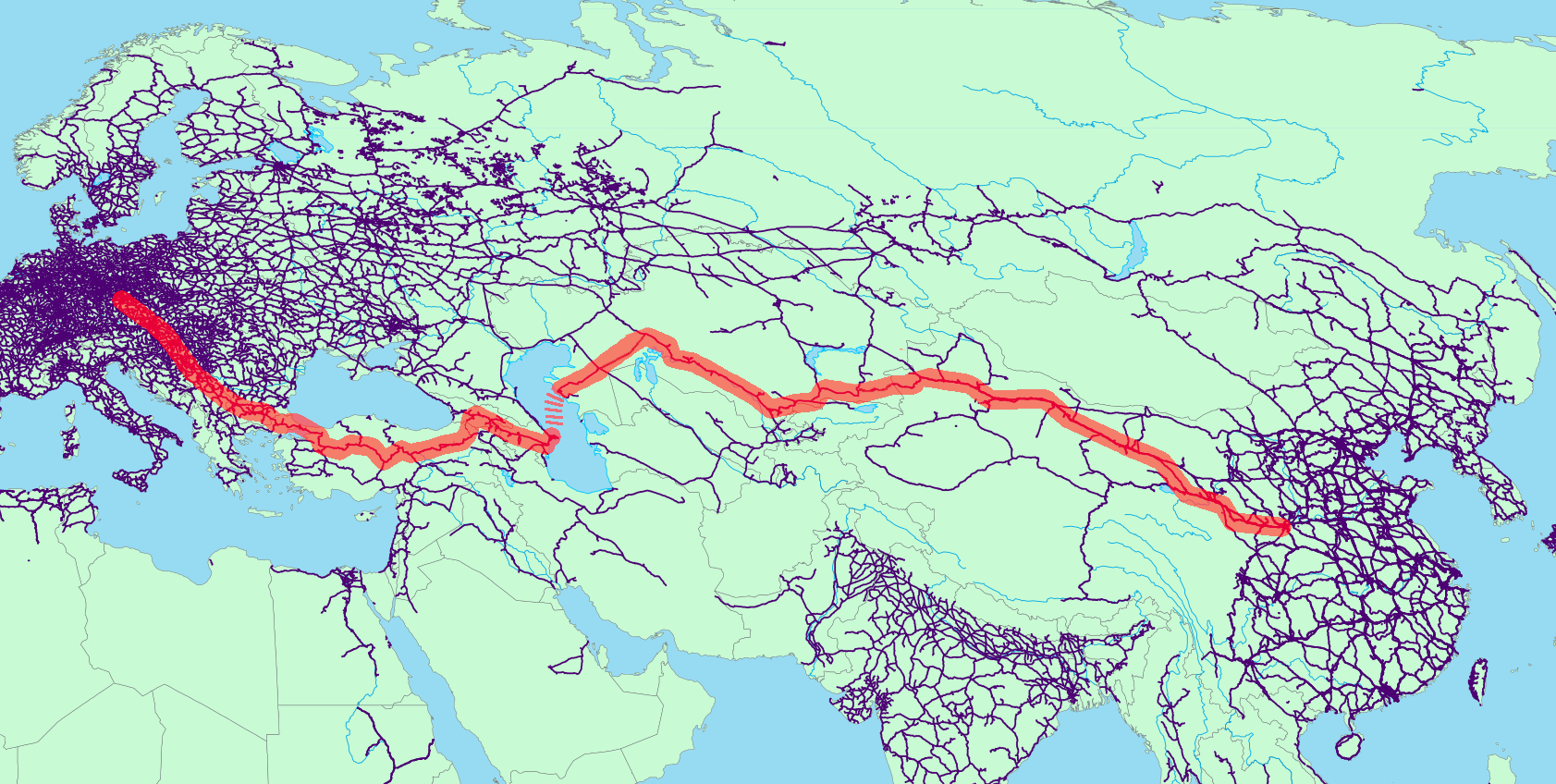
Железнодорожный маршрут между Китаем и Европой через Казахстан, Азербайджан, Грузию, Турцию

13 декабря 2015 года в Тбилиси прибыл первый контейнерный поезд «Nomad Express» из Китая. Предполагаемая пропускная способность — 1 млн пассажиров и 6,5 миллиона тонн грузов; в будущем она может быть увеличена до трёх миллионов пассажиров и 17 миллионов тонн грузов. После введения в эксплуатацию железной дороги ожидается увеличение торговли между Азербайджаном, Грузией и Турцией до 10 миллиардов долларов в год. В 2017 году открылась железнодорожная магистраль Баку — Тбилиси — Карс, начались грузовые перевозки.
По оценке, Транскаспийский маршрут — из Китая через Казахстан, Азербайджан, Грузию и Турцию в Европу — экономически невыгоден, поскольку между Китаем и ЕС при таком маршруте приходится пересекать целых 5 таможенных границ и осуществлять паромную переправу или перевалку в портах (между тем, российский маршрут предполагает пересечение трёх границ без морских участков).
Железнодорожная магистраль «Железный шёлковый путь / Средний коридор» через Турцию — самый короткий и удобный железнодорожный маршрут между Азией и Европой по мнению экспертов. Первый грузовой поезд из Турции в Китай (состав длиной 754 м перевозил бытовую технику) отправился 4 декабря 2020 г., за две недели пути пересёк два континента, два моря и пять стран, преодолев в общей сложности расстояние в 8693 км, и 23 декабря прибыл в китайский Сиань.
В 2023 году международный «Форум Шелкового пути» был четвёртый раз проведён в Тбилиси, организатором стал премьер-министр Грузии Ираклий Гарибашвили.

### Через Грузию и Украину

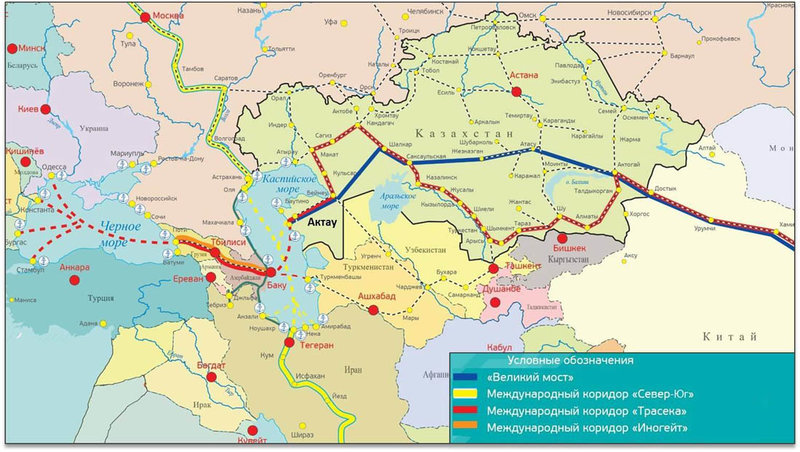
Транспортные коридоры в Средней Азии. Красным показан нынешний казахстанско-азербайджанско-грузинский маршрут, синим — недостроенные (на 2016 год) спрямляющие участки железной дороги.

14 января 2016 года Украина, Азербайджан, Казахстан и Грузия подписали протокол о льготных тарифах на грузоперевозки по маршруту в обход Российской Федерации. Уже 15 января Украина отправила из порта Черноморск в Китай первый контейнерный поезд по пути Украина — Болгария — Грузия — Азербайджан — Казахстан — Китай, путь до китайской границы занял почти 16 сут. Из них двое суток было потеряно в виде простоя на казахстанской станции «Жанаарка» из-за отсутствия оплаты проезда со стороны грузоотправителя. Обратно поезд вернулся только 17 апреля пустым ввиду отсутствия интереса со стороны потенциальных заказчиков.
2 февраля 2016 года Украина и Литва подписали меморандум об объединении проекта «Шёлковый путь» через Украину в Китай с проектом «Викинг», запущенным в 2003 году по инициативе Литвы, Белоруссии и Украины. В рамках проекта «Викинг» контейнерный поезд возит в направлении Украины электроприборы, машинное оборудование, тракторы, полиэтилен, изделия из чёрных металлов, в направлении Белоруссии и Литвы — каучук, прокат и изделия из чёрных металлов, а в направлении Латвии и Эстонии — ферросплавы. Путь в 1734 км занимает 52 часа.

## Хронология
- В 1992 году введён пограничный переход Достык — Алашанькоу, соединившего железные дороги Китая и Казахстана, и дополнившей Трансазиатскую железную дорогу[5].
- В 2008 году начался проект по возведению скоростной автомагистрали «Западная Европа — Западный Китай», проходящей по территории Китая, Казахстана и России. В этом же году представители России, Китая, Монголии, Белоруссии, Польши и Германии наладили регулярные грузовые перевозки по железным дорогам этих стран.
- В 2009 году запустили пробную ветку газопровода «Туркменистан — Китай» транзитом через Узбекистан и Казахстан. В полном виде проект также называется «Шёлковый путь» с выстраиванием инфраструктуры транспортировки газа на пространстве между Китаем и Ираном, то есть практически на всём протяжении древнего Шёлкового пути.
- Сентябрь 2013 года председатель КНР Си Цзиньпин выдвинул концепцию «Нового шёлкового пути» под лозунгом «Пояс и путь».[12]
- 2 апреля 2015 года министр иностранных дел Китая Ван И предложил объединить в совместном китайско-монголо-российском экономическом коридоре все три концепции транспортных евразийских мегапроектов, существующих в Китае, Монголии и России.[13]
- Май 2015 создан инвестиционный фонд Silk Road Company, на проект выделено 40 млрд долларов.[14]
- 13 июня 2015 Китай запустил самый длинный в мире грузовой железнодорожный маршрут Харбин — Гамбург через территорию России[15].
- 16 января 2016 года в Китае начал работу Азиатский банк инфраструктурных инвестиций (АБИИ), созданный в том числе для финансирования проектов в рамках «Шёлкового пути»[16].
- 5 февраля 2016 в Калужскую область прибыл первый контейнерный поезд из Китая с участниками международного проекта «Новый Шёлковый путь». Путешествие заняло всего 9 дней[17][18].
- 27 февраля 2016 между китайским Харбином и российским Екатеринбургом открылся новый маршрут грузовых железнодорожных перевозок, длительность рейса по которому составит 10 дней[19].
- 7 июля 2016 транспортно-логистический комплекс «Южноуральский» в Челябинской области начал принимать поезда из Китая на регулярной основе. В обратном направлении предполагается отправлять зерновые культуры и мясо птицы из области. Также было заключено соглашение о создании первой в России бондовой зоны, позволяющей длительное время хранить товары без прохождения таможенных процедур.[20]
- В январе 2017 года Китай отправил первый поезд в Соединённое Королевство по маршруту через Казахстан, Россию, Белоруссию, Польшу, Германию, Бельгию и Францию. В пути он находился 18 дней[21].
- В 2020 году начались регулярные перевозки грузов на участке «Нового шёлкового пути» под названием «Балтийский морской мост», который начинается в Калининградском порту и заканчивается в немецком порту Мукран[22].
- В 2022 году 26 февраля Украинская железная дорога из-за вторжения России на Украину сообщила о прекращении диспетчерской связи и закрытии всех железнодорожных переходов с Россией и прекращении взаимодействия с Российскими железными дорогами. УЖД объявила, что все грузовые перевозки были перенаправлены в Европу, а развитие проекта «Новый шёлковый путь» на этом участке пойдёт в обход России, поскольку компания намерена стать полноценным участником в логистической цепочке Европейского Союза. Кроме того, в стране заявили о продолжении развития перевозок с государствами Азии, в том числе с Китаем, и обеспечив логистику между ЕС и Азией, но уже без участия России.
- В мае 2022 года президент Кыргызстана Садыр Жапаров объявил, что в 2023 году начнётся строительство линии, соединяющей Китай, Кыргызстан и Узбекистан. Новый маршрут через Туркменистан, Иран и Турцию, сократит путь примерно на 900 км и на восемь дней[23].
- В декабре 2024 года в Джалал-Абаде, в присутствии представителей трёх стран, состоялась церемония по случаю начала строительства железной дороги «Китай — Кыргызстан — Узбекистан». На совместном мероприятии был заложен символический камень в основание масштабного проекта[24][25].